# Bleddyn Williams
Bleddyn Llewellyn Williams (Taff's Well, 22 de febrero de 1923 – Cardiff, 6 de julio de 2009) fue un militar, periodista deportivo y rugbista británico que se desempeñó como centro. Fue internacional con los Dragones rojos de 1947 a 1955.
Capitán de Gales y de los Leones Británicos e Irlandeses, en los años 1950 fue considerado el centro más talentoso del mundo, hoy uno de los mejores de la historia y destacó por su liderazgo, seguridad en el tackle y velocidad. Desde 2012 es miembro del World Rugby Salón de la Fama.

## Biografía
Fue el tercero de ocho hermanos, todos rugbistas, asistió a la destacada escuela Rydal Penrhos y jugó para los Welsh Schoolboys en 1937. Trabajó para la Steel Company of Wales antes del estallido de la Segunda Guerra Mundial.
Se unió a la Real Fuerza Aérea y fue enviado a los Estados Unidos para formarse en Arizona como un piloto de combate, pero allí se lo terminó formando como piloto de planeador militar. De vuelta en el Reino Unido, fue trasladado al Ejército Británico y asignado al recién creado Regimiento de Paracaidistas. En la guerra sirvió en campañas de comandos y luchó en la Operación Varsity, trasladando cargamentos de suministros médicos y de radio.
Estuvo casado con Violet toda la vida, hasta la muerte de ella por cáncer, tuvieron un hijo y dos hijas. En 1979 colapsó por una embolia y Violet le dio el beso de la vida, salvándosela.
Tras su retiro comenzó una carrera en el periodismo deportivo, estableciéndose como un destacado comentarista de rugby y fue corresponsal de The Sunday People, durante 30 años. En su jubilación fue presidente del Cardiff Athletic Club.
En 2005 recibió la Orden del Imperio Británico (MBE), un premio que aceptó con su típica modestia diciendo que se lo debía a sus compañeros de equipo. Murió de causas naturales a los 86 años, en el centro médico Holme Tower de Cardiff.

## Carrera
Antes de la guerra, llamó la atención del centro internacional galés Wilf Wooller, quien lo registró en el Cardiff Athletic Club y allí jugó como apertura en 1939.
Como militar jugó para la Royal Air Force Rugby Union, el equipo de rugby de la RAF. En la guerra fue reconocido por su comandante Hugh Bartlett, quien era un destacado jugador de críquet y le dijo: «Williams, ¿no estás destinado a estar mañana en Welford Road jugando para el Reino Unido contra los Dominios? ¡Te necesitan, vete ahora!». Bartlett lo envió en el último avión de suministro esa noche y, aunque el equipo no ganó, anotó un try glorioso.
Después de la guerra, rechazó una oferta de £ 6.000 para jugar rugby league en los Leeds Rhinos y se unió al Cardiff RFC porque allí jugaban sus siete hermanos. Fue cambiado de posición y allí forjó una famosa línea con el apertura Billy Cleaver y el también legendario centro Jack Matthews, una de las líneas de backs más talentosas que jamás haya producido el Reino Unido. En 1953 el club venció a los All Blacks y Williams fue el capitán.
En 1955 debió retirarse a la edad de 32 años, obligado por una lesión. En total jugó 283 partidos y anotó 185 tries, hubo un tiempo en el que jugó junto a cuatro de sus hermanos en el mismo equipo y tiene un récord individual de 41 tries en la temporada 1947–48, inquebrantable hasta la actualidad. Entre los siete hermanos tuvieron una carrera en el club que abarcó treinta años y además de Bleddyn, destacó su hermano menor Lloyd; quien representó a Gales en los años 1960.

## Selección nacional
Fue convocado a los Dragones rojos para el Torneo de las Cinco Naciones 1947 y debutó contra Inglaterra, jugando como apertura junto a Haydn Tanner.
En 1953 los capitaneó en la victoria contra los All Blacks, fue la tercera de la historia y hasta 2023 sigue siendo la última. En total jugó 21 pruebas, siendo la última contra Escocia por el Cinco Naciones 1955, fue capitán cinco veces y anotó siete tries (21 puntos de aquel entonces).

### Leones
En 1950 el inglés Leslie Osborne lo convocó a los Leones Británicos e Irlandeses para realizar la gira a Australia y Nueva Zelanda. Debido a la lesión de Karl Mullen, fue capitán en la tercera y cuarta prueba.
Williams formó junto al irlandés Jack Kyle y a su compatriota Matthews, jugó tres de las cuatro pruebas contra los All Blacks (se perdió la primera por una lesión) y ambas pruebas contra los Wallabies. Anotó su único try internacional para la selección, en la primera prueba contra Australia.